# José María de Basterra
José María de Basterra y Madariaga (Bilbao, 1859 - Górliz, 1932) fue un destacado arquitecto español. Destaca especialmente su obra como arquitecto de Iglesias, conventos y seminarios, así como de palacetes residenciales. 
Nace en Bilbao el 23 de septiembre de 1859, en el seno de una familia de prósperos comerciantes cuya principal actividad era la importación de bacalao desde Noruega. Sus padres fueron Juan Basterra y Vicenta Madariaga que tuvieron en total 9 hijos. Estudió en el colegio de los Jesuitas de Orduña y  obtiene el bachiller en la Universidad de Valladolid en 1879 con la nota de sobresaliente.  Estudia en la Escuela Técnica Superior de Arquitectura de Madrid durante los años 1882 a 1887, su ejercicio de final de carrera fue el de la iglesia parroquial para Madrid.  En 1888 se casa con Pilar Ansuátegui Aburto, hija del comerciante bilbaíno Juan Ansuátegui con el que su padre mantuvo múltiples negocios. Tienen seis hijos José María, Concha, Cristina, Ramón María, Juan Luis y Mercedes. Entre los  cargos públicos que desempeñó destacan:
- Concejal y teniente de Alcalde en el Ayuntamiento de Bilbao por el partido carlista (1893 a 1895) junto con su amigo Manuel Lezama-Leguizamón. En este periodo colabora en el proyecto de ampliación del ensanche de Bilbao. La familia de José María era de fuerte tradición carlista ya que su padre Juan Basterra en la tercera guerra carlista fue acusado de ser uno de los principales agentes carlistas y condenado al embargo de sus bienes.
- Nombrado en 1894 académico de la Real Academia de Bellas Artes de San Fernando . Participa en la comisión de monumentos de Vizcaya, cuya misión era la de proteger los edificios y obras de arte en la provincia de titularidad estatal tras las distintas desamortizaciones.
- Arquitecto diocesano de la Diócesis de Vitoria, a la que entonces pertenecía Bilbao, nombrado en 1919. Ejecuta iglesias de nueva construcción y multitud de reformas en otras ya existentes.

Practica los estilos arquitectónicos del Eclecticismo, Neomedievalismo, Modernismo (arte), neovasco, Regionalismo (arquitectura) y Art déco. Sus obras se encuentran repartidas en Bilbao, Guecho, Portugalete, Barakaldo, Santander, Torrelavega, Orense, Valladolid,  etc.

## Arquitectura religiosa

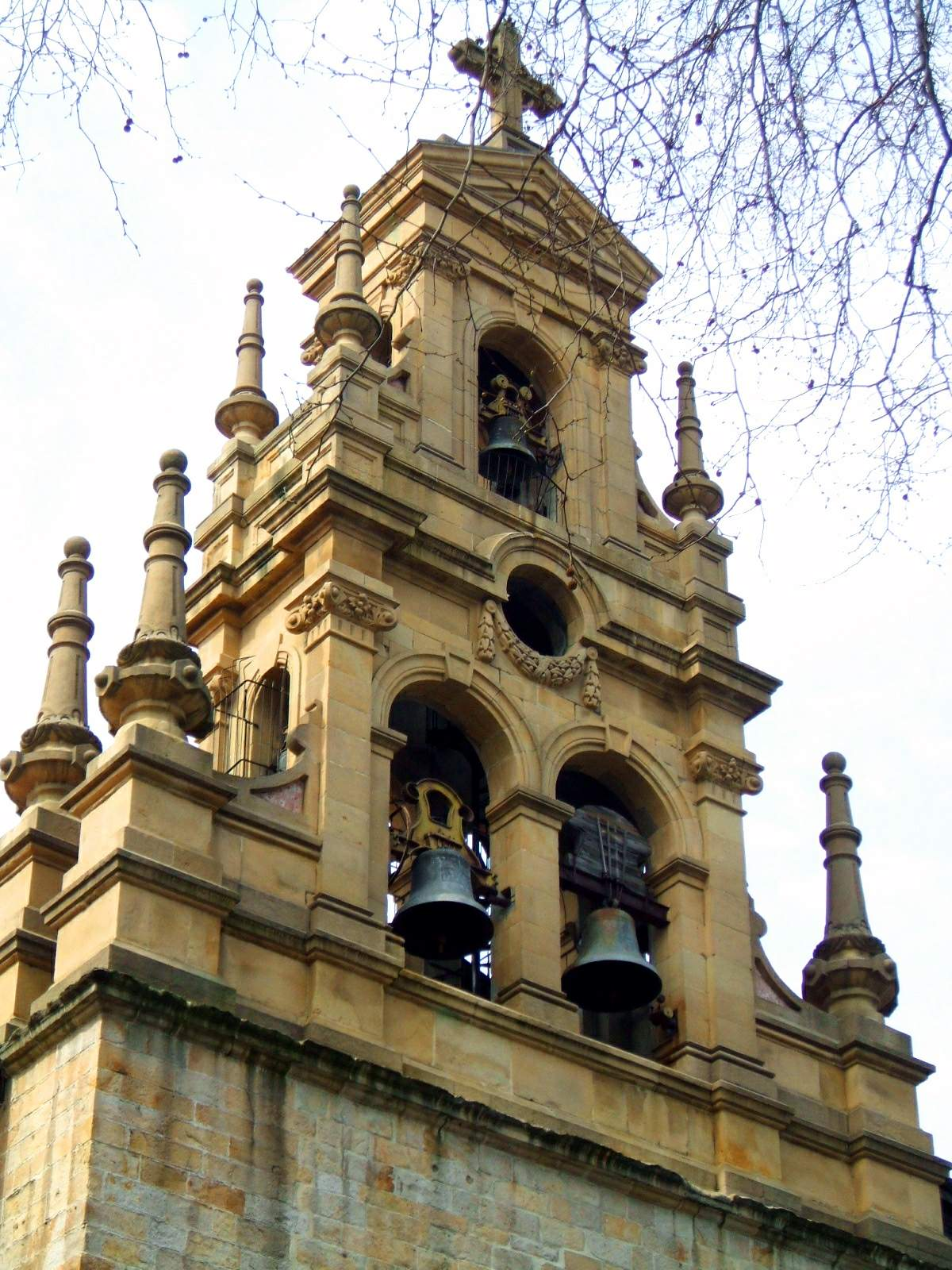
Espadaña de la iglesia de San Vicente de Abando, Bilbao.

- Iglesia de la Santísima Trinidad (PP Trinitarios, 1888). En Algorta, Guecho, Vizcaya; edificio reconstruido por Pedro Guimón tras un incendio en 1926.
- Iglesia del Sagrado Corazón y Residencia de los PP. Jesuitas, 1890. En Bilbao.
- Iglesia del Sagrado Corazón (PP. Jesuitas), 1890. En Santander.
- Iglesia del Corazón de María, 1894. En Bilbao; actual Museo de Reproducciones Artísticas.
- Capilla Echávarri del colegio San Paulino de Nola-Salesianos Larrea 1894. En Baracaldo
- Espadaña de San Vicente de Abando, 1894. En Bilbao.
- Iglesia de nuestra señora del Carmen, Sestao 1897 (desaparecida)
- Iglesia de Santo Domingo de Guzmán, Berango, Vizcaya 1898-1904
- Santuario de Urkiola, 1898. En el municipio de Abadiano, Vizcaya; edificio inacabado.
- Iglesia de la Asunción, 1901. En Torrelavega, Cantabria.
- Torre de la Basílica de Begoña, 1902. En Bilbao.
- Remodelación del Seminario Mayor (actual obispado), 1905. Orense.
- Parroquia de Santiago de las Caldas, 1910. En Orense.
- Panteón Basterra y Ortiz, 1911. Cementerio de Vista Alegre de Derio, Vizcaya.
- Iglesia de Santa Bárbara de Zuazo, 1912 Galdácano, Vizcaya.
- Rejería del Santuario de la Antigua, 1913. Orduña, Vizcaya.
- Convento de las Siervas de María en calle Gregorio Uzquiano 14, 1914 Portugalete, Vizcaya.
- Iglesia de San José de la Montaña (PP. Agustinos), 1918. En Bilbao.
- Campanario de la Iglesia de San Miguel de Elexabeitia, 1923. Artea, Vizcaya.
- Iglesia del Colegio Nuestra Señora de Lourdes en Calle Paulina Harriet 22, 1926. Valladolid
- Conclusión del Real Colegio de los PP Agustinos, 1927. En Valladolid. Proyecto original de Ventura Rodríguez.
- Iglesia de la transfiguración del señor, 1928 Valle de Trápaga, para el Marqués de Olaso.
- Torre de la Iglesia de Santa María de la Asunción, 1929. En Amurrio, Álava.

## Arquitectura secular

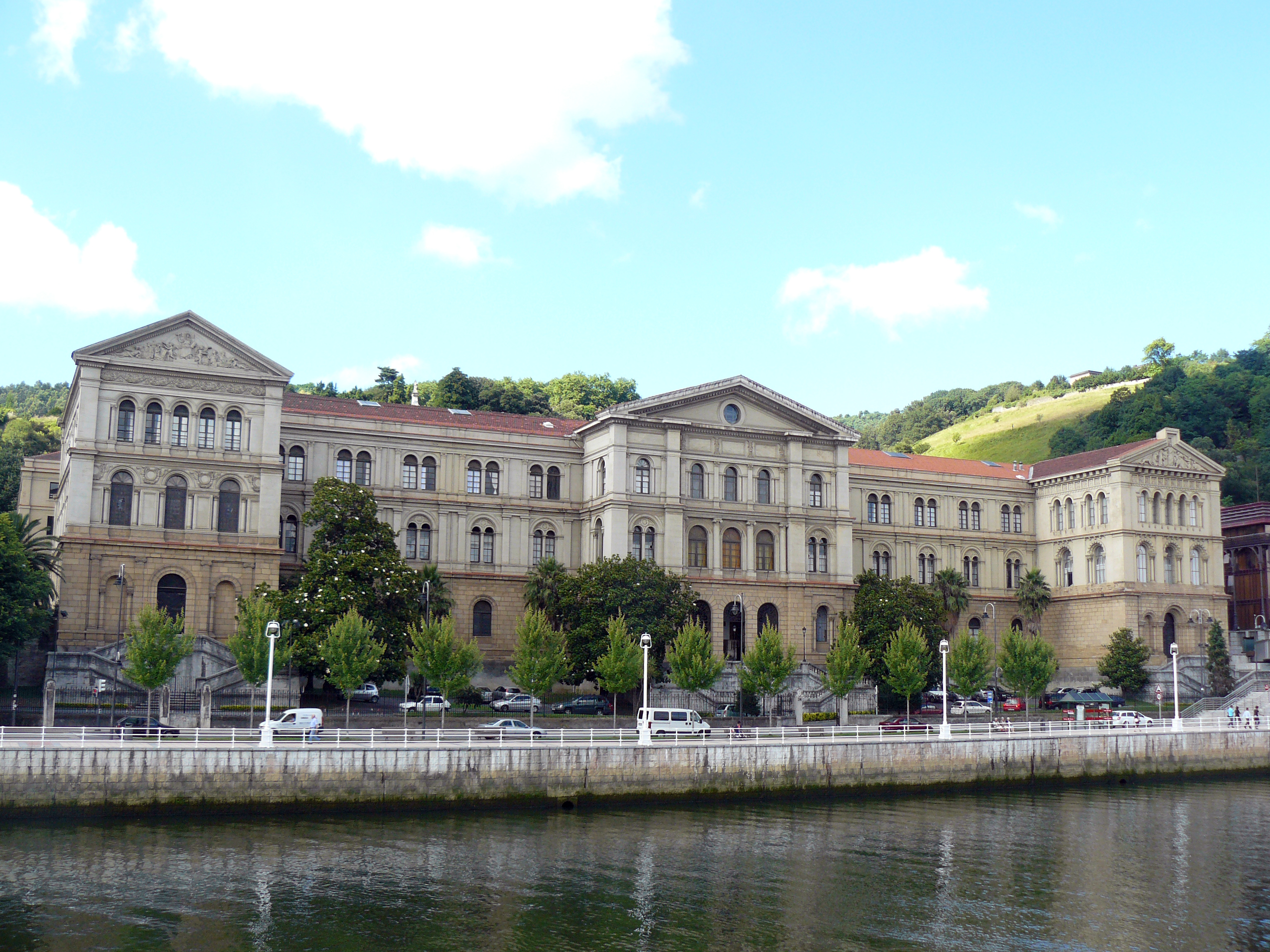
Edificio central de la Universidad de Deusto, Bilbao.

- Universidad de Deusto, Edificio La Literaria, 1886. Bilbao; proyecto conjunto con el Marqués de Cubas.José María de Basterra realizó la parte posterior de La Literaria,  el salón de Grados, incluyendo su magnífica biblioteca de madera y la capilla gótica.
- Palacete "Puebla de Los Ángeles", 1890. En Cartes, Cantabria.
- Casa de Juan Luis Abaroa "Gurutz Alde" en calle Pascual Abaroa, 42, 1893 Lequeitio
- Colegio Ángeles Custodios Calle Zabalbide 21, Bilbao 1897
- Convento Calle Tíboli n.º 2, Bilbao1898. (Actualmente Colegio Esclavas del Sagrado Corazón de Jesús)
- Proyecto original del Palacio de Santa Clara, 1902. En Algorta, Guecho, Vizcaya, reformado por Manuel María Smith.
- Casa San Ignacio Calle Aiboa, 13, 1902. En Algorta, Guecho, Vizcaya.(Actualmente Comisaría de la Ertzaintza de Getxo).
- Casa de los Pradera en la calle Bertendona 8, (1902 y 1920) Bilbao, reformado por Ricardo Bastida.
- Antigua Sede del Banco de Vizcaya en Gran Vía 1, Bilbao 1903 (desaparecido).
- Proyecto original del Palacio Lezama-Leguizamón, 1903. En Neguri, Guecho, Vizcaya, reformado por Manuel María Smith.
- Proyecto original Colegio de Las Irlandesas en Zalla, 1903. Con ampliaciones de los arquitectos Calixto Emiliano Amann (1927) y Antonio de Araluze (1962).
- Palacio Munibe, en Echevarría (Vizcaya), 1905.
- Antiguo Colegio Santa Teresa de Jesús de las hermanas Carmelitas, en la calle Barraincúa 2, 1905 Bilbao, (Edificio demolido)
- Palacio Lezama-Leguizamón, Gran Vía 23 Bilbao 1907, reformado por Ricardo Bastida.
- Palacio Olaso (hoy Casa de Cultura), 1908 en calle Funikular, 12 Valle de Trápaga. (Atribuido)
- Colegio Patronato Santa Eulalia, hijas de la caridad de Cabieces, 1911 Santurce (España).
- Seminario Menor de Comillas, 1912. En Comillas, Cantabria.
- Fábrica La cervecera del Norte, calle Jardines Iparralde 1, 1912 Bilbao (Edificio demolido, actual centro de Salud Basurto)
- Palacio Valdés, actualmente Casa de Espiritualidad María Reparadora, 1915. Las Arenas, Guecho, Vizcaya.
- Universidad de Deusto, Edificio La Comercial, 1916. En Bilbao; proyecto conjunto con Calixto Emiliano Amann.
- Hospital de San Juan de Dios, 1924. Santurce (España)
- Colegio Nuestra Señora de Begoña (PP. Jesuitas), 1924-1930. En el barrio de Indautxu de Bilbao. Continuado por Ricardo Bastida.
- Casa Anduiza, calle Teófilo Guiard, 1, 1926.Bilbao junto con Rafael Garamendi.
- Reforma del Palacio de San Telmo, 1926. Sevilla.
- Palacete "Villa Cuba", 1930. En Gordejuela, Vizcaya.

## Otras obras
Basterra es también uno de los mejores exponentes de arquitectura residencial vasca de finales del siglo XIX y principios del XX, con palacetes en Guecho, Echevarría (Vizcaya), Amorebieta, Gordejuela. Asimismo, colaboró con otro importante arquitecto, Ricardo de Bastida en algunos proyectos de este tipo.
- Edificios de viviendas Allende en la calle Bertendona 1, Bilbao, 1895.
- Casa de Campo de D. Pascual de Algorta en Mendeja, Vizcaya 1896.
- Edificios de viviendas Calle García Salazar 12 y 14, Bilbao, 1897.
- Edificios de viviendas calle Astarloa 6 y 8, Bilbao, 1900. (Casa y estudio del arquitecto)
- Edificio de viviendas en Cardenal Gardoqui n.º 9, Bilbao, 1900.
- Edificio de viviendas en Gran Vía 15, 1902. Bilbao.
- Edificio de viviendas en Avenida de las Universidades 2 y 3, 1902 Bilbao.
- Edificio de viviendas en Alameda Mazarredo 6, 1902. Bilbao.
- Casa de vecinos Carranza, calle Sotera de la Mier 4, Portugalete, 1914 (Actualmente parte de las escuelas Javerianas)
- Edificio de viviendas calle Gran Vía, 58-60 Bilbao (1920-1922) - junto con Ricardo de Bastida - estilo regionalismo montañés.
- Edificio de viviendas Calle Máximo Aguirre 1 y Elcano 2 Bilbao, 1923
- Edificios de viviendas calle 4 Bilbao, 1923.
- Edificios de viviendas Alameda de San Mamés 44 y 46,  Bilbao, 1924-1926.
- Edificios de viviendas Alameda de Urquijo 57 y 59,  Bilbao, 1924-1926.
- Edificio de viviendas Calle Elcano 6. Bilbao, 1927.
- Edificio de viviendas Calle Elcano 7. Bilbao, 1927.
- Edificios de viviendas Calle Henao 23 y 25 y Alameda de Recalde 21, 23 y 25 (Casas Olaso). Bilbao, 1927 junto con Ricardo de Bastida.
- Edificio de viviendas calle alameda de Mazarredo 41. Bilbao, 1927.
- Edificio de viviendas calle general Eguía 34 y María Díaz de Haro 56. Bilbao, 1927.
- “Casas baratas” de la Sociedad Cooperativa ”La dinamita” en Galdácano, grupo de noventa viviendas 1928 junto con Calixto Emiliano Amann.

## Galería

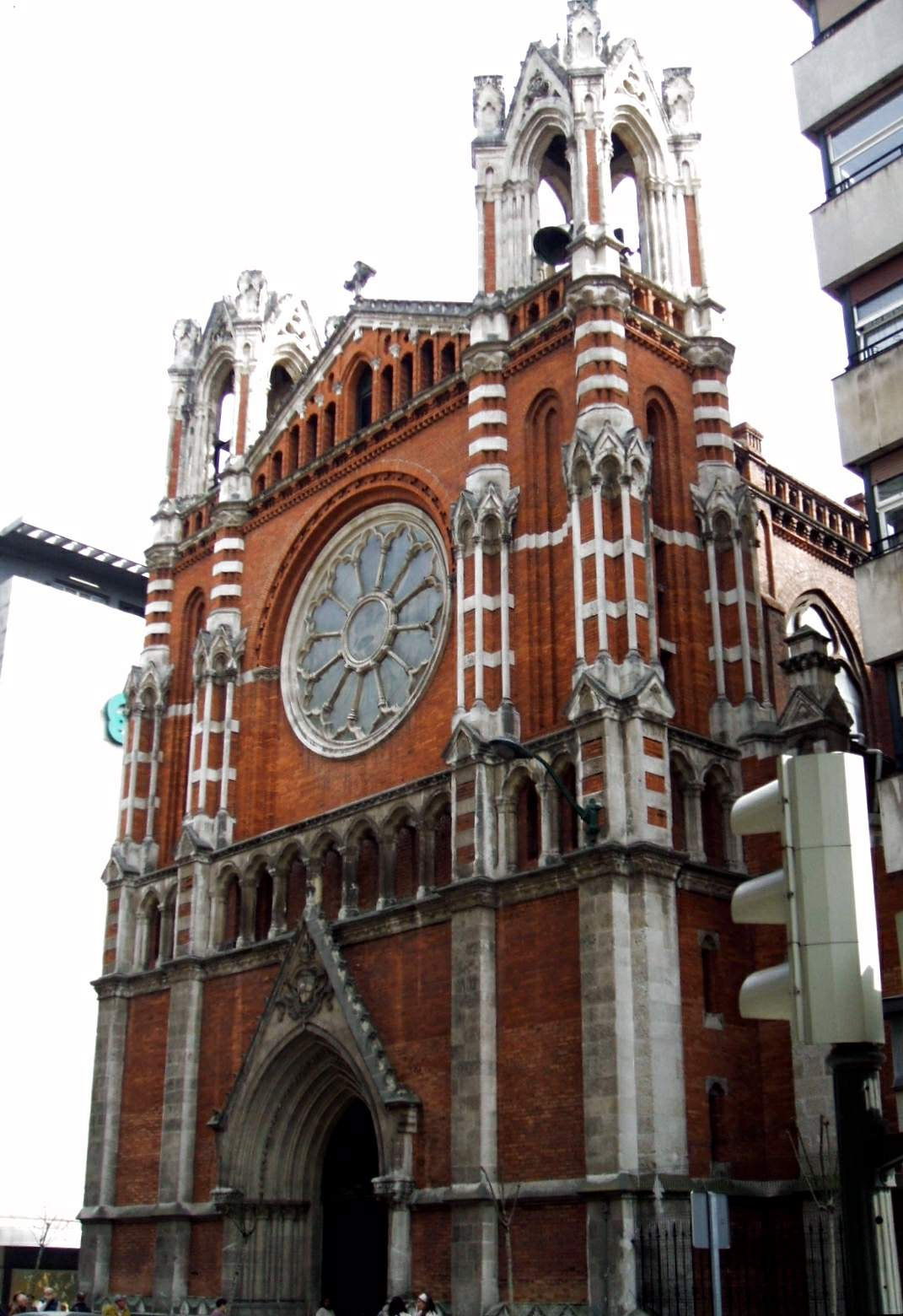
Iglesia del Sagrado Corazón, PP Jesuitas (Bilbao)
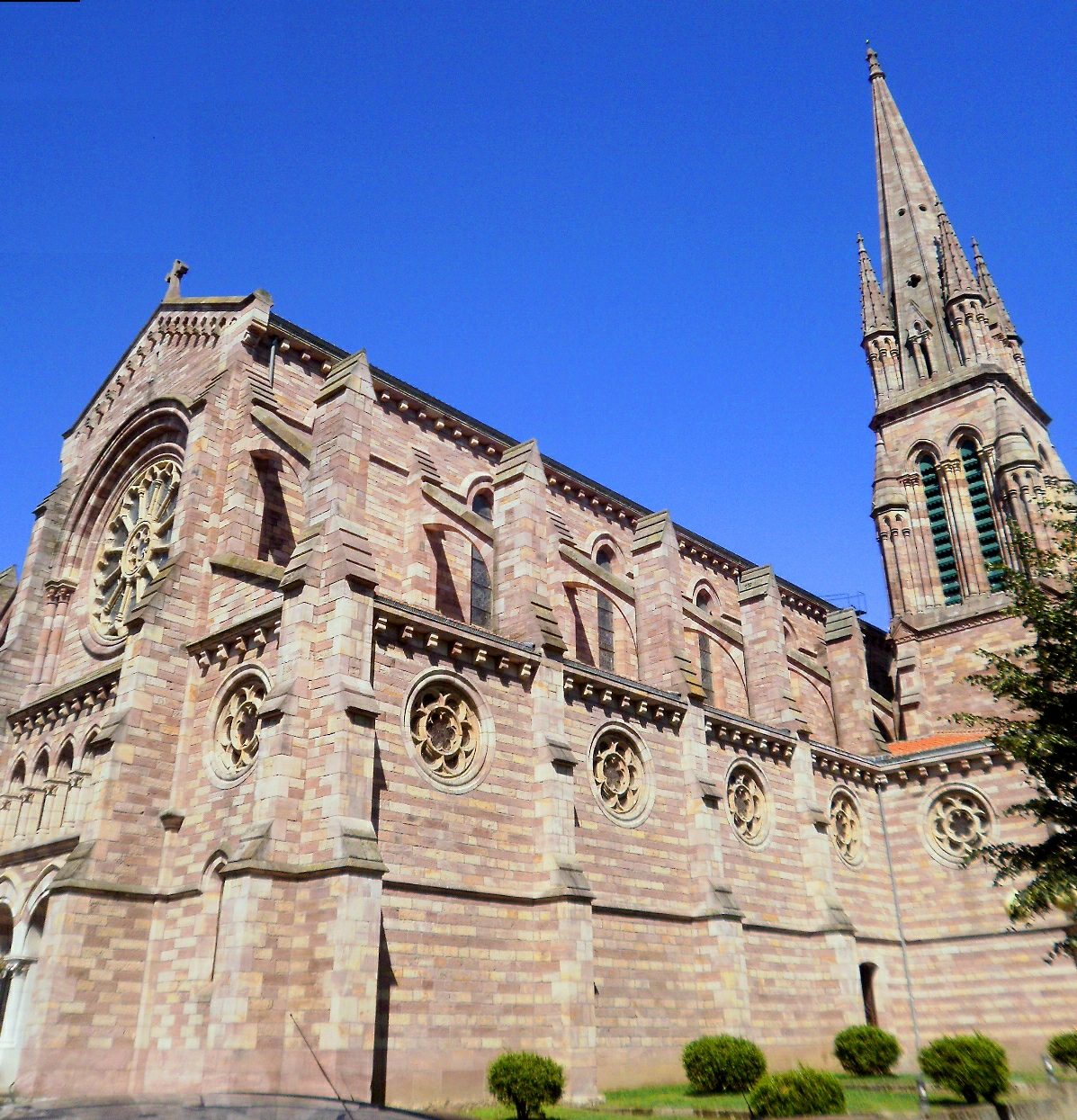
Iglesia de Nuestra Señora de la Asunción (Torrelavega)
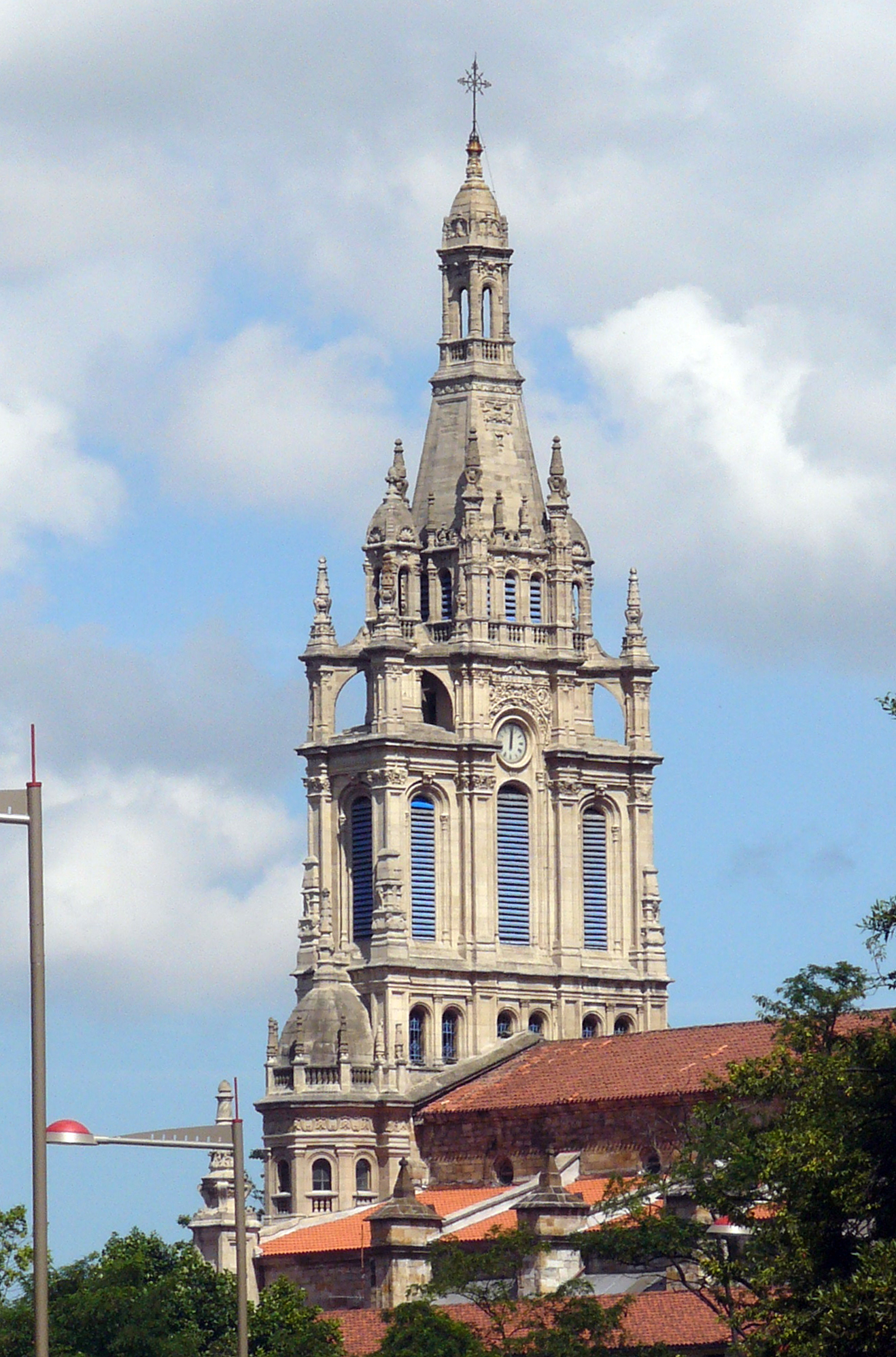
Torre de la Basílica de Begoña (Bilbao)
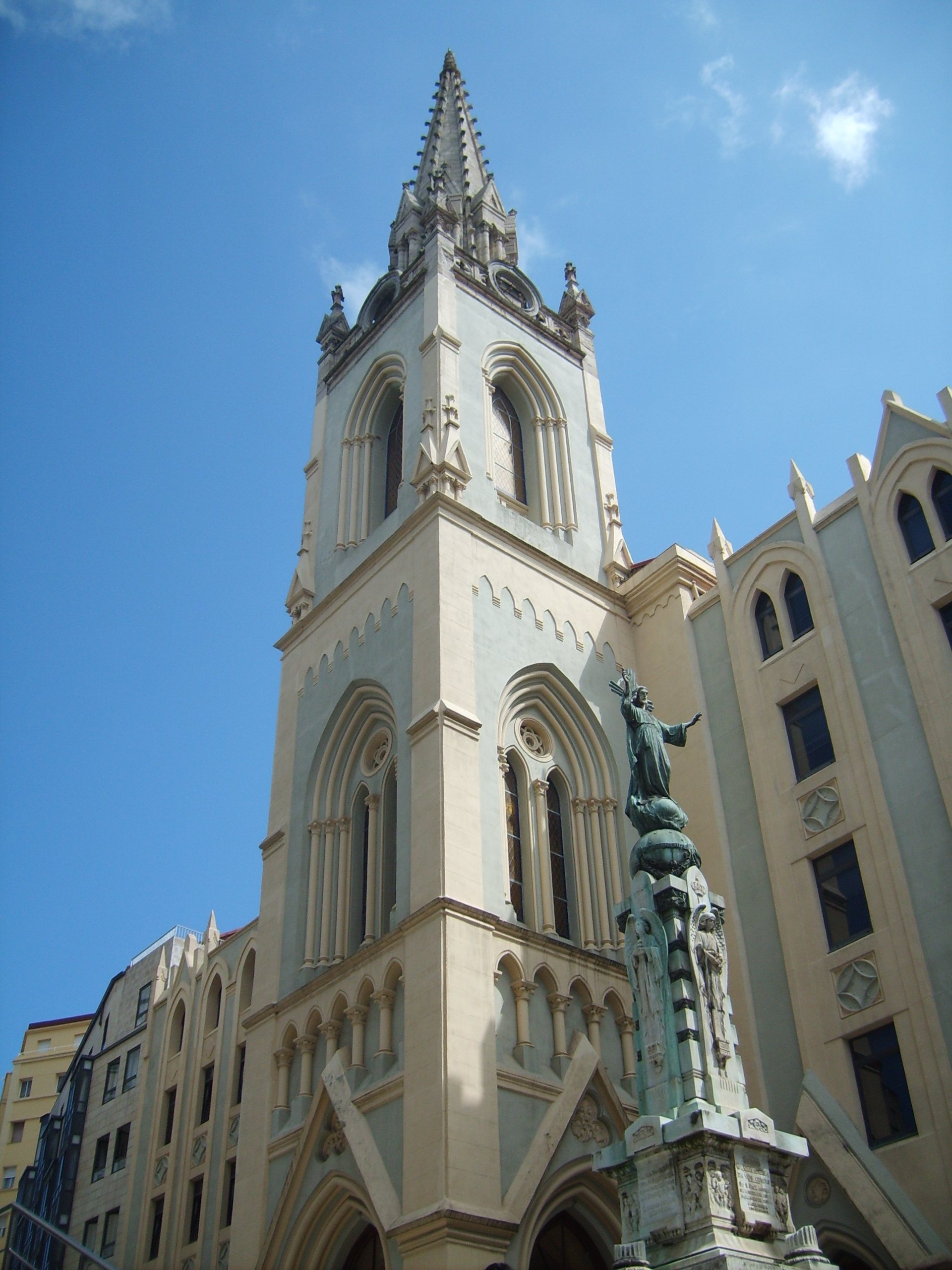
Iglesia del Sagrado Corazón (Santander)
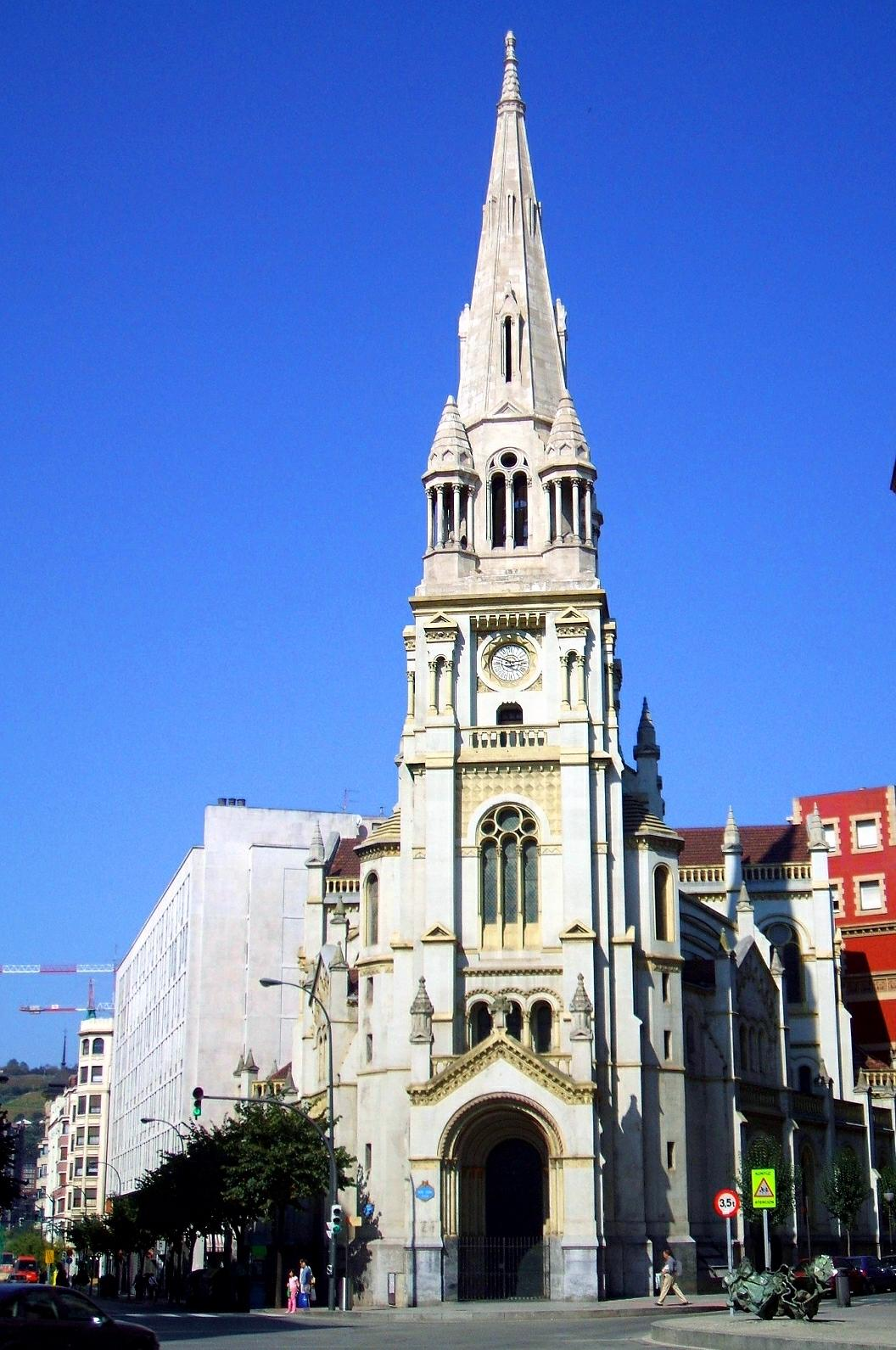
Iglesia de San José de la Montaña (Bilbao)
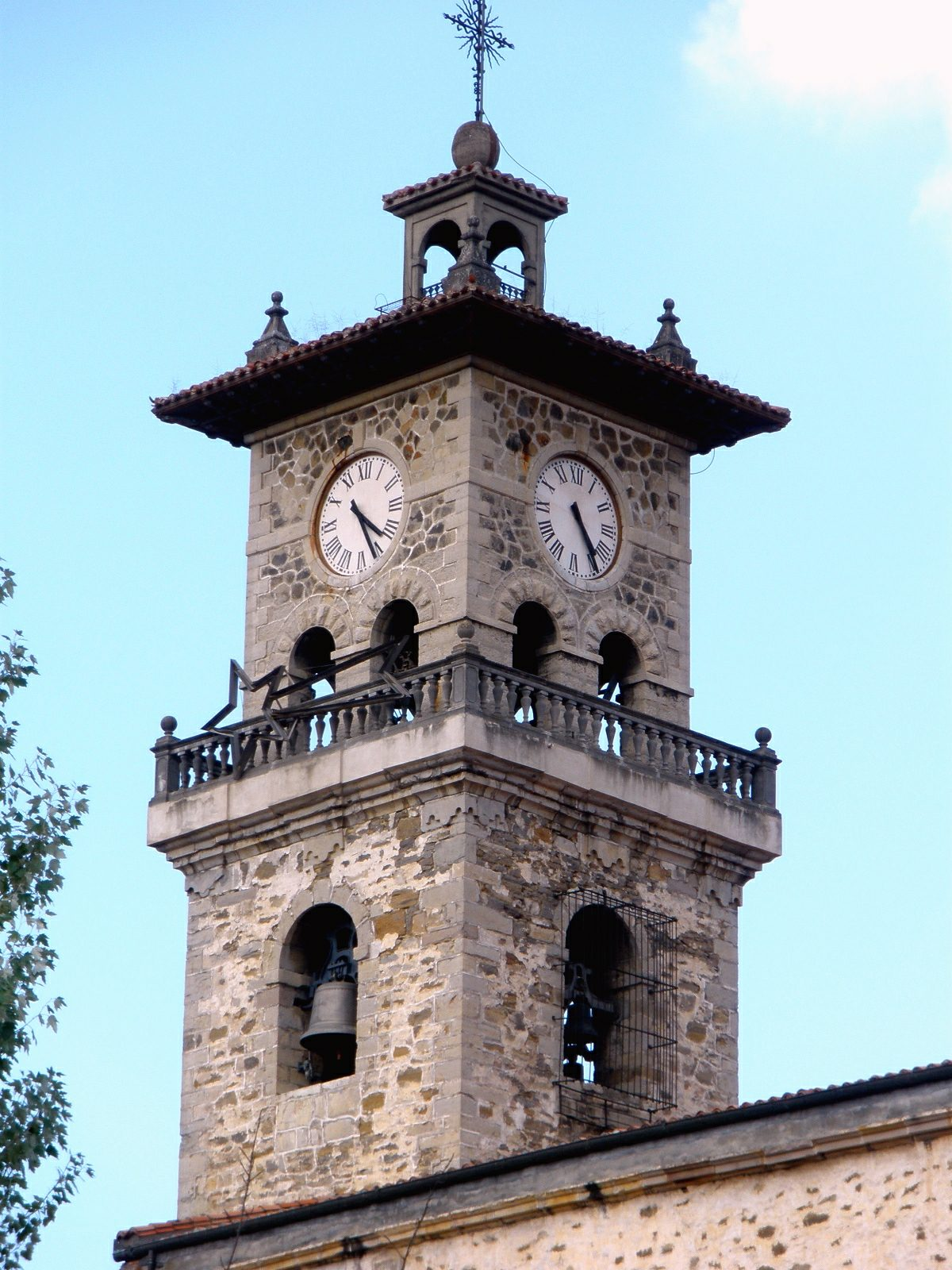
Torre de la Iglesia de Santa María de la Asunción (Amurrio)